# Jurby
Jurby is een parish (parochie) in Michael in het noordwesten van het eiland Man. Het is een dunbevolkt landelijk gebied.
Op het grondgebied van Jurby bouwde de Royal Air Force een luchtmachtbasis, die in 1939 in gebruik werd genomen. RAF Jurby werd in de Tweede Wereldoorlog gebruikt als opleidingsbasis, maar in 1941 en 1942 waren er ook jachtvliegtuigen gestationeerd die de havensteden Belfast en Liverpool hielpen verdedigen tegen Duitse luchtaanvallen. De basis werd gesloten in 1963, maar het vliegveld is nog steeds gedeeltelijk bruikbaar. Er wordt een jaarlijkse vliegshow gehouden en het wordt gebruikt als karting- en racecircuit. Op het terrein, dat eigendom is van de regering van Man, is ook de nieuwe gevangenis van Man gebouwd, die de oude Victoria Road Prison van Douglas vervangt. De gevangenis werd in augustus 2008 in gebruik genomen.